# Tegastes gemmeus
Tegastes gemmeus är en kräftdjursart som beskrevs av Humes 1984. Tegastes gemmeus ingår i släktet Tegastes och familjen Tegastidae. Inga underarter finns listade i Catalogue of Life.